# Barthélemy Mercier de Saint-Léger
Barthélemy Mercier, abate de Saint-Léger, llamado Mercier de Saint-Léger, (Lyon 4 de abril de 1734 - París, 13 de mayo de 1799), bibliógrafo francés.

## Biografía
Su afición al estudio le llevó al claustro, y entró en 1749 en la congregación de canónigos regulares de Sainte-Geneviève, y, tras su año de noviciado, pronunció sus votos. Fue enviado a la Abadía de Chatrices, en Champagne, para estudiar retórica y filosofía. El titular de la abadía, Jean de Caulet, muerto obispo de Grenoble, adivinó las disposiciones del joven Mercier y le dedicó atención preferente; de vuelta a París en 1754, se aproximó a Pingré, bibliotecario de Sainte-Geneviève y se convirtió en su colaborador y sucesor en 1760; tuvo este cargo doce años con celo infatigable; atrajo la atención de Luis XV tras una visista del monarca y fue nombrado en 1764 para la abadía de Saint-Léger de Soissons en recompensa a sus servicios a las bellas letras. Pero los roces con sus compañeros le impulsaron a dimitir en 1772 como bibliotecario y tomar un alojamiento separado. No era aún conocido más que por algunos artículos bastante curiosos insertos en los periódicos y revistas y sobre todo por sus polémicas con Guillaume-François Debure, autor de la Bibliographie instructive. Publicó en 1773 el Supplément à l’Histoire de l’imprimerie, par Prosper Marchand, obra sin duda no exenta de errores pero que revela al menos una erudición prodigiosa y un gran talento investigador. Fue acogido en Holanda por Meerman, Crevenna, etc. Volvió de su viaje con gran número de notas y extractos de libros raros.
Limosnero de la Grande Fauconnerie de Francia, prior de Saint-Pierre de Montluçon, perdió sus beneficios al advenir la Revolución francesa y, como no había reparado en economías, cayó en una extrema pobreza. Tomó un modesto alojamiento en el faubourg Saint-Jacques, y se consagró con ardor al estudio para distraerse de los sucesos que le rodeaban. En 1792 fue designado miembro de la Comisión de monumentos y se dedicó sobre todo a salvar las bibliotecas, dirigiendo instrucciones a los bibliotecarios de los departamentos sobre el modo de clasificar los depósitos preciosos remitidos para su supervivencia. Buscó oponerse al vandalismo y a la dispersión de las colecciones públicas o privadas, pero al cabo de algunos meses la comisión fue suprimida; cada vez más deprimido, el ver a un amigo suyo dirigirse a la guillotina le supuso un golpe mortal del que ya no se repuso, a pesar del solícito apoyo de sus amigos bibliófilos. El bibliógrafo español Antonio Laserna, bibliotecario en Bruselas, le ofreció su puesto, pero François de Neufchâteau, entonces ministro del interior, rehusó tan generosa oferta y en cambio le concedió una pensión de dos mil cuatrocientos francos. Murió en París el 13 de mayo de 1799, a los sesenta y cinco años.
Colaboró en el Journal de Trévoux, del cual fue director entre octubre de 1764 y junio de 1766, en el Année littéraire, en el Journal de Bouillon, en el Journal des Savants y en el Magasin encyclopédique. Fue uno de los redactores principales, con François-Louis Claude Marin, el abate Jean-Augustin Capperonnier y el abate P.-J. Boudot de la Bibliothèque du Théâtre-Français (1768, 3 vol. in-12) publicada bajo la dirección de Louis César de La Baume Le Blanc, duque de La Vallière.

## Obras
Mercier dejó notas sobre las obras de La Monnoye, las Mémoires de Jean-Pierre Niceron, la Bibliothèque de David Clément, la Bibliographie de Debure, las Soirées littéraires de Coupé, la Biblioth. mediœ et infini, latinitatis de Johann Albert Fabricius, las Bibliothèques de La Croix du Maine y de Antoine du Verdier, etc., y dos volúmenes de Notices sur les poètes latins du moyen âge, jusqu'à l’an 1520. El señor Parison prometió publicar, bajo el título de Merceriana, las notas encontradas en los papeles de Mercier; y Chardon de la Rochette asegura que fue, después de la Menagiana, la colección más curiosa de este género.
1. Lettres sur la Bibliographie instructive de M. Debure, 1763 ;
2. Lettre de M. Mercier,… à M. Capperonnier,… sur l’approbation donnée au second volume de la ″Bibliographie instructive″, 12 septembre 1764 ;
3. Notice du livre intitulé : ″Reformatorium vitae morumque et honestatis clericorum″ (de Jacques Philippi, curé de St-Pierre, à Bâle), imprimé à Bâle, chez Michel Furter, sous la fausse daté de 1444, 1764 ;
4. Lettre sur un Nouveau Dictionnaire historique portatif qui s’imprime à Avignon, 1766 (examen crítico del diccionario de Chaudon) ;
5. Supplément à l’Histoire de l’imprimerie de Prosper Marchand,[2] Paris, 1772, in-4° ; nueva edición corregida y aumen tada, 1775, in-4° ;
6. Consultations pour les prêtres séculiers pourvus des cures de Saint-Étienne-du-Mont et de Saint-Médard… dépendantes de l’abbaye royale de Sainte Geneviève… sur la question de savoir : 1 ̊ si les religieux de Sainte Geneviève sont ou ne sont point chanoines réguliers ? 2 ̊ s’ils sont ou s’ils ne sont pas capables de posséder des cures ?, 1772 ;
7. Lettre de M. l’A. [abbé] de S. L. [Saint-Léger] à l'auteur de l'Année littéraire, en lui envoyant la notice d’un livre rare intitulé : ″La Peau-de-bœuf″, 14 décembre 1775 ;
8. Nouvelles remarques critiques sur les deux premiers volumes de la ″Bibliothèque générale des écrivains de l’Ordre de S. Benoît″, 1778 ;
9. Observations sur la lettre de M. J. G***, insérée dans ″l’Esprit des journaux″ du mois de juin dernier, avec une notice de quelques éditions faites à Bruges, par Colard Mansion, durant le XVe siècle, 26 août 1779 ;
10. Réplique de M. l’abbé M.***, à la Réponse de l’un des 36, adressée aux auteurs du ″Journal de Paris″, 8 de octubre de 1781 ;
11. Lettres au baron de H[eiss] sur les différentes éditions rares du XVe siècle,[3] Paris, 1783
12. Description d’une nouvelle presse exécutée pour le service du Roi et publiée par ordre du gouvernement, 1783 ;
13. Extrait d’un manuscrit intitulé : ″Le Livre du très chevalereux comte d’Artois et de sa femme, fille du comte de Boulogne″,[4] insertado en la Bibliothèque des romans, 1783 ;
14. Notice raisonnée des ouvrages de Gaspar Schott, jésuite, contenant des observations curieuses sur la physique expérimentale, l’histoire naturelle et les arts,[5] Paris, 1785, in-8°.
15. Particularités littéraires sur la liturgie mosarabe tirées des lettres manuscrites du P. Burriel, 26 septembre 1786 ;
16. Lettre à un ami sur la suppression de la charge de bibliothécaire du Roi, et sur un moyen d’y suppléer, aussi économique qu’avantageux aux lettres, 1787 ;
17. Notice du cahier original de la noblesse assemblée à Orléans pour les États généraux de 1614 ; adressée aux rédacteurs de l'"Analyse des papiers anglais", 10 de julio de 1788 ;
18. Lettre de M. A***, négociant de Rouen, à Dom A***, religieux de la Congrégation de Saint-Maur, sur le projet de décret concernant les religieux, proposé à l’Assemblée nationale par M. Treilhard, 1789 ;
19. Lettre à l’éditeur du Traité des monnaies des prélats et barons de France[6] (Tobiesen Duby), en el Journal des savants, 1789
20. Mémoire pour la conservation des bibliothèques des communautés séculières et régulières de Paris, 1790, in-8° ;
21. Notice de deux anciens catalogues des éditions d’Alde Manuce et de deux autres pièces intéressantes, imprimées par cet artiste célèbre, adressées à MM. les auteurs du ″Journal des sçavans″, 29 mars 1790, in-12 ;
22. Projet pour l’établissement d’une Bibliothèque nationale en cinq sections, placées dans autant de quartiers de Paris, 15 février 1791 ;
23. Quinque illustrium poetarum : Ant. Panormitae, Ramusii Ariminensis, Pacifici Maximi,… Joan. Joviani,… Joan. Secundi,… lusus in Venerem, partim ex codicibus manuscriptis, nunc primum editi, 1791 ;
24. Opinion sur de prétendues prophéties qu’on applique aux événements présents, ibid., 1791 ;
25. Note sur l’exemplaire acquis récemment par la Bibliothèque Mazarine de l’Acerba de Cecco d’Ascoli, seconde édition de 1478, 26 germinal an VI ;
26. Lettre de M*** aux auteurs des ″Mémoires pour l’histoire des sciences et beaux-arts″, touchant les nouveaux écrits sur le véritable auteur du ″Testament politique″ du cardinal de Richelieu, slnd ;
27. Lettre de M. Mercier, abbé de St Léger… à MM. les auteurs du ″Journal des sçavants″ contenant diverses remarques critiques sur son ″Supplément à l’histoire de l’imprimerie de P. Marchand″, slnd ;
28. Lettre de M. Mercier bibliothécaire de Sainte Geneviève à Monsieur Capperonnier, slnd ;
29. Notice des tombeaux et autres monumens transférés, en septembre 1783, de l’église de Sainte-Catherine de la Couture dans celle de Saint-Louis, rue Saint-Antoine, précédée de la nomenclature des principaux personnages inhumés dans cette église, slnd ;
30. Distintos Opúsculos de los cuales se encontrarán los títulos en la France littéraire de Ersch y en el Dictionnaire des anonymes, por Barbier[7]